# Твид Хедс
Твид Хедс (енгл. Tweed Heads) је град у Новом Јужном Велсу у Аустралији. Чини једну целину са градом Гоулд Коуст.